# Новоуральськ (Краснознаменський район)
Новоуральськ (рос. Новоуральск) — селище Краснознаменського району, Калінінградської області Росії. Входить до складу Краснознаменського міського округу.
Населення — 266 осіб (2015 рік).

## Населення
| 2002 | 2010 |
| ---- | ---- |
| 204  | ↗266 |